# Unia Syjonistyczna

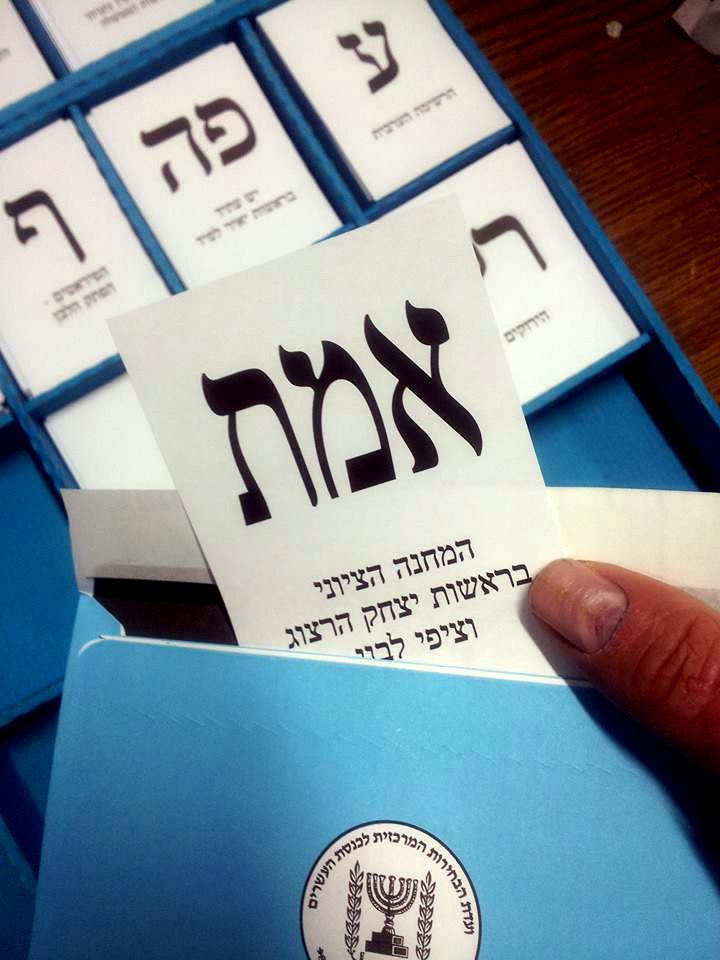
Karta do głosowania na listę Unii Syjonistycznej

Unia Syjonistyczna (hebr. המחנה הציוני, Ha-Machane ha-Cijjoni, ang. Zionist Union / Zionist Camp) – izraelska koalicja polityczna o charakterze centrolewicowym powstała w 2014 przed przedterminowymi wyborami w 2015. Zawiązały ją Partia Pracy Jicchaka Herzoga i Ruch (Ha-Tenu’a) byłej minister spraw zagranicznych Cippi Liwni.
W wyborach w 2015 sojusz zajął drugie miejsce, za Likudem premiera Binjamina Netanjahu. Unia Syjonistyczna zdobyła 18,67% głosów, co dało jej 24 mandaty.

## Posłowie w XX Knesecie
Lista posłów Unii Syjonistycznej w XX Knesecie: Jicchak Herzog, Cippi Liwni, Szelli Jachimowicz, Setaw Szafir, Icik Szmuli, Omer Bar-Lew, Jechi’el Bar, Amir Perec, Meraw Micha’eli, Etan Kabel, Manu’el Trajtenberg, Erel Margalit, Miki Rosenthal, Rewital Swid, Jo’el Chason, Zuhajr Bahlul, Etan Broszi, Michal Biran, Nachman Szaj, Ksienija Swietłowa, Ajjelet Nahmias-Werbin, Josef Jona, Ejal Ben Re’uwen i Ja’el Kohen Paran.
25 listopada 2015 Ja’el Kohen Paran zastąpił Danny’ego Atara.